# Гроба (Виченца)
Гроба је насеље у Италији у округу Виченца, региону Венето.
Према процени из 2011. у насељу је живело 22 становника. Насеље се налази на надморској висини од 552 м.